# Spoorlijn Ziegelbrücke - Chur
De spoorlijn Ziegelbrücke - Chur is een onderdeel van de Zwitserse Rheintalbahn en loopt tussen Ziegelbrücke in het kanton Glarus naar Chur in het kanton Graubünden.

## Geschiedenis
Het traject werd in fases geopend:
- 1858: Chur - Sargans
- 1859: Sargans - Ziegelbrücke

Op 18 mei 1969 werd door de Schweizerische Bundesbahnen (SBB) een nieuw station Weesen aan een nieuw traject geopend.

## Treindiensten

### SBB
De Schweizerische Bundesbahnen (SBB) verzorgt het intercityverkeer van/naar Zürich en Chur. De treinen zijn in de dienstregeling aangeduid met de letters: IC.

#### Rheintal-Express
De Rheintal-Express is een Zwitserse treinverbinding die dagelijks een uurdienst langs de Rijn en het Bodenmeer tussen Sankt Gallen via Rorschach naar Chur loopt.

### Rhätische Bahn
De in 1888 opgerichte Schmalspurbahn Landquart-Davos AG werd in 1895 veranderd in Rhätische Bahn (Italiaans: Ferrovia Retica, Retoromaans: Viafier Retica, afgekort "RhB"). De Rhätische Bahn is een Zwitserse spoorwegmaatschappij in het kanton Graubünden.

## Aansluitingen
In de volgende plaatsen was of is er een aansluiting van de volgende spoorwegmaatschappijen:

### Ziegelbrücke
- Linker Zürichseelinie, spoorlijn tussen Zürich en Ziegelbrücke
- Rapperswil - Ziegelbrücke, spoorlijn tussen Rapperswil en Ziegelbrücke
- Ziegelbrücke - Linfhal, spoorlijn tussen Ziegelbrücke en Linfhal

### Sargans
- Rheintalbahn, spoorlijn tussen Rorschach en Sargans

### Landquart
- Landquart - Davos, spoorlijn Rhätische Bahn tussen Landquart en Davos
- Landquart - Chur - Thusis / Disentis/Mustér spoorlijn Rhätische Bahn tussen Landquart Chur - Thusis / Disentis/Mustér

### Chur
- Landquart - Davos, spoorlijn Rhätische Bahn tussen Landquart en Davos
- Arosabahn, spoorlijn tussen Chur en Arosa
- Landquart - Chur - Thusis / Disentis/Mustér, spoorlijn Rhätische Bahn tussen Landquart Chur - Thusis / Disentis/Mustér

## Elektrische tractie
Het traject werd geëlektrificeerd met een spanning van 15.000 volt 16 2/3 Hz wisselstroom.